# Montevideo-Pfeilkraut

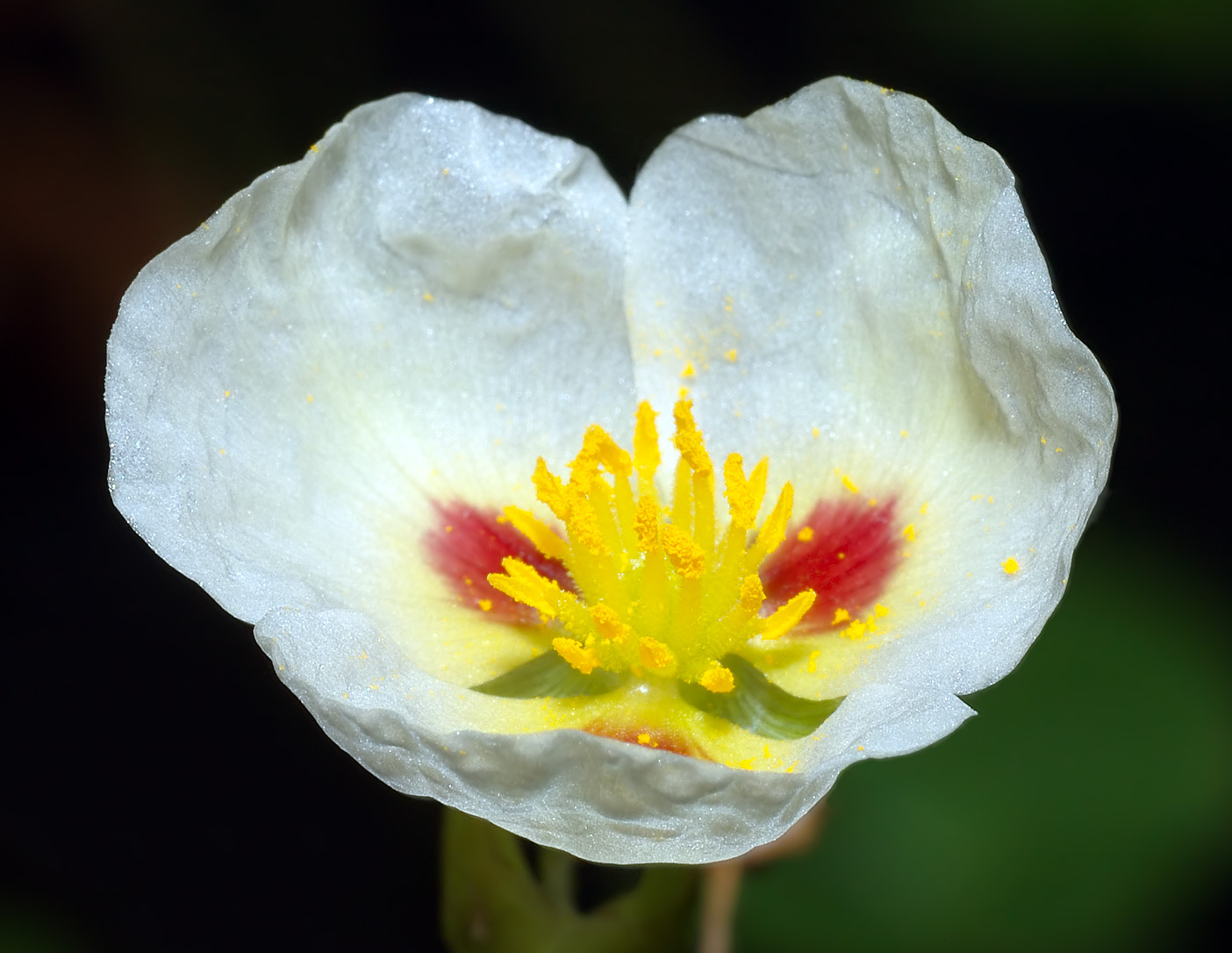
Blüte

Das Montevideo-Pfeilkraut (Sagittaria montevidensis), auch Argentinisches Pfeilkraut genannt, ist eine Pflanzenart aus der Familie der Froschlöffelgewächse (Alismataceae). 

## Beschreibung
Das Montevideo-Pfeilkraut ist eine kräftige Sumpfpflanze, deren Jugendblätter submers und bandförmig wachsen. Die Blätter älterer Pflanzen dagegen befinden sich oberhalb der Wasseroberfläche. Sie haben dicke und fleischige Blattstiele, die bis zu 3 Zentimeter dick sind. Die mittelgrünen Blätter werden bis zu 28 Zentimeter lang und 23 Zentimeter breit.
Diese Pflanzenart ist einhäusig getrenntgeschlechtig (monözisch). Die Blüten haben einen Durchmesser von 2 bis 3 Zentimeter. Die Blütenhülle besteht aus drei grünen Kelchblättern, drei weißen Kronblättern und weist in der Mitte einen auffällig weinroten Fleck auf.
Die Chromosomenzahl beträgt 2n = 22.

## Ökologie
Für eine tropische Pflanze verträgt das Montevideo-Pfeilkraut ungewöhnliche Temperaturschwankungen. Es ist in der Lage, Temperaturen nahe 0 Grad Celsius kurzfristig ebenso zu ertragen wie Temperaturen bis zu 35 Grad Celsius.

## Verbreitungsgebiet und Lebensraum
Die Pflanze stammt aus den Tropen und Subtropen Südamerikas. Sie wächst dort bevorzugt an den Rändern stehender und häufig nur zeitweilig bestehender Gewässer.

## Systematik
Neben der Nominatform sind noch folgende Unterarten, Varietäten und Formen beschrieben:
- Sagittaria montevidensis subsp. calycina (Engelm.) Bogin: Sie kommt von den Vereinigten Staaten bis ins nördliche Mexiko vor.[2]
- Sagittaria montevidensis Cham. & Schltdl. subsp. montevidensis (Syn.: Sagittaria montevidensis subsp. chilensis (Cham. & Schltdl.) Bogin, Sagittaria montevidensis f. immaculata Hicken, Sagittaria montevidensis var. scabra Micheli, Sagittaria montevidensis f. flaviflora Chodat & Hassl., Sagittaria montevidensis f. maculata Hicken): Sie kommt von Ecuador bis ins südliche Südamerika vor.[2]
- Sagittaria montevidensis subsp. spongiosa (Engelm.) Bogin (Syn.: Sagittaria montevidensis var. spongiosa (Engelm.) B.Boivin): Sie kommt von New Brunswick bis Maryland vor.[2]

## Verwendung
Im Gegensatz zu anderen Arten aus der Gattung der Pfeilkräuter wie etwa dem Flutenden Pfeilkraut oder dem Breitblättrigen Pfeilkraut ist das Montevideo-Pfeilkraut nicht für die Bepflanzung von Aquarien geeignet. Verwendung findet es jedoch gelegentlich in Paludarien. In botanischen Gärten ist die Pflanze gleichfalls häufig zu sehen.